# Висбю (аэропорт)
Висбю (ИАТА: VBY, ИКАО: ESSV) — аэропорт, находится в 3,5 км к северу от города Висбю, Готланд, Швеция.
Аэропорт Висбю на острове Готланд используется исключительно в коммерческих целях и является 12-м по величине аэропортом Швеции. В 2011 г. объём пассажирских перевозок составил 340 393 чел. Пассажиропоток сильно меняется по сезонам года. Основной объём перевозок приходится на лето. В 2010 г. объём пассажирских перевозок в январе составил 17 606 чел., а в июле 51 193 чел. Остров Готланд — очень популярное в Швеции место отдыха.